# Escola de Comando e Estado-Maior do Exército
La Escola de Comando e Estado-Maior do Exército - ECEME (Scuola di Comando e Stato Maggiore dell'Esercito) - Scuola Maresciallo Castello Branco - si trova nel quartiere di Urca, nella città e nello stato di Rio de Janeiro, in Brasile.
È un'istituzione educativa dell'Esercito brasiliano, con la missione di preparare ufficiali superiori per l'esecuzione delle funzioni di Stato Maggiore, comando, guida, direzione e assistenza. Inoltre, collabora con agenzie di direzione generale e settoriale nello sviluppo della dottrina per la preparazione e l'impiego della forza terrestre.
È direttamente subordinato alla Direzione dell'Istruzione Superiore Militare (DESMil), del Dipartimento di Educazione e Cultura dell'Esercito (DECEx), dell'Esercito Brasiliano.

## Storia

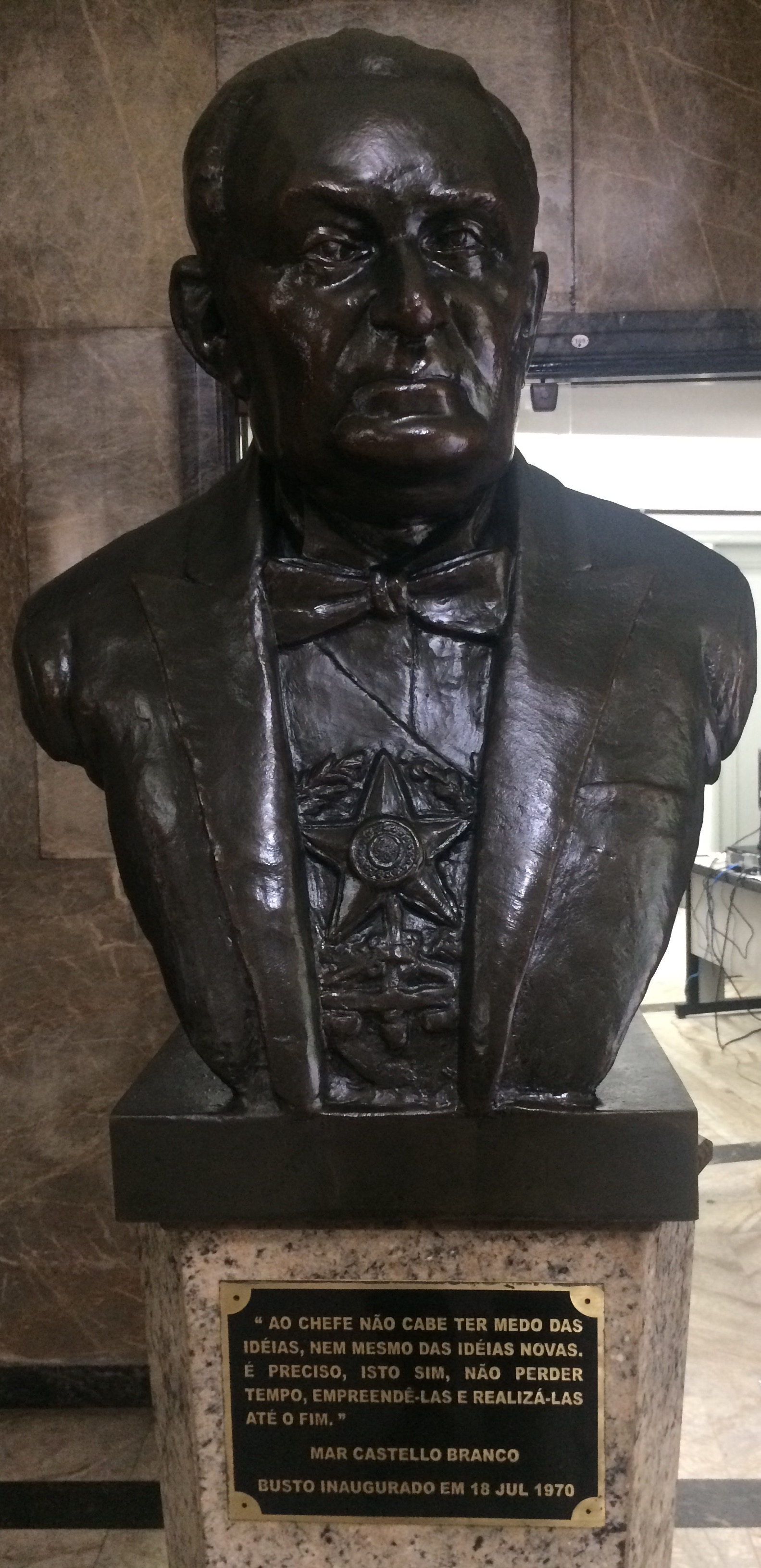
Busto del Maresciallo Castello Branco, alla entrata dell'ECEME.

Durante il trasferimento della corte reale portoghese in Brasile (1808-1821), è stato fondato a Rio de Janeiro il quartier generale della Corte, che ha guidato e coordinato le attività dell'Esercito portoghese.
Successivamente, all'inizio del XX secolo, il Decreto del 2 ottobre 1905 ha creato la Scuola di Stato Maggiore. Con la sua implementazione passarono a essere insegnato regolarmente, agli ufficiali superiori del Esercito brasiliano, lezioni strategiche, tattiche e logistiche, indispensabili per la preparazione e l'impiego della Forza terrestre quello stava modernizzando.
Con la fine della prima guerra mondiale (1918), il governo brasiliano è andato a cercare, in Francia, istruttori specializzati in materie legate all'arte della guerra. Gli elementi della cosiddetta Missione Militare Francese, che è durato fino a 1940, fornito aggiornamenti agli ufficiali della Scuola di Stato Maggiore, sia in termini di nuovi processi di combattimento e pubblicazioni su tattiche di armi, servizi di campagna e guida militare.
La partecipazione del paese alla Seconda Guerra Mondiale, in particolare con la costituzione della Forza di Spedizione Brasiliana, ha portato profondi cambiamenti nella dottrina, nei programmi di studio e nei metodi di insegnamento e di lavoro, nonché nell'ambiente stesso della Scuola di Stato Maggiore Militare. Il ritorno degli ultimi tre membri della Missione Militare Francese e gli accordi militari con gli americani hanno dato un contributo decisivo al verificarsi di questi cambiamenti. È stato così aperto da 1940, una nuova tappa nella traiettoria della Scuola, segnata dalla sua definitiva installazione nell'attuale edificio, a Praia Vermelha.
Il 26 gennaio 1967 divenne membro onorario dell'Ordine militare di San Benedetto d'Avis dal Portogallo.
Tra i suoi 57 comandanti, figure degne di nota come il Presidente Humberto de Alencar Castelo Branco e i Ministri Nestor Sezefredo dos Passos, Henrique Teixeira Lott, Zenildo Gonzaga Zoroastro de Lucena, Ivan de Sousa Mendes e Sérgio Westphalen Etchegoyen.

## Presentazione
In conformità con le linee guida dello Stato Maggiore dell'Esercito, la Scuola ha attuato progetti di ammodernamento e di miglioramento della gestione. Allo stesso modo, attraverso progetti specifici, si è cercato di preservare gli oggetti e la collezione storica, nonché la memoria di vecchi comandanti che gli hanno affidato librerie e oggetti personali.
La Scuola adotta diversi curricula e Piani di Discipline corrispondenti ai corsi offerti, utilizzando l'insegnamento per competenze. Cerca un aggiornamento permanente dei curricula che vengono periodicamente riesaminati utilizzando una metodologia scientificamente fondata, sviluppata appositamente per il Esercito brasiliano.
Il sistema di valutazione scolastica è stato costantemente migliorato, coinvolgendo le prestazioni degli studenti nelle attività scolastiche, in particolare nel lavoro di gruppo e nei risultati dei test formali a cui è sottoposto.
La Scuola cerca di sottolineare l'integrazione e il metodo del lavoro di gruppo nelle varie attività scolastiche, adotta un programma di lettura per stimolare la lettura ed estendere la cultura degli ufficiali e sviluppa un'ampia relazione esterna con entità educative, civili e militari, alla ricerca del cooperazione in vari settori dell'istruzione.
La scuola ha un moderno spazio culturale, che riunisce in uno stesso ambiente la biblioteca, una sala di ricevimento e una sala espositiva. La biblioteca ha una vasta collezione di opere per la consultazione, oltre ad essere collegata ad altre biblioteche nel paese e all'estero, specializzata in scienza militare.
Oltre a leggere opere selezionate e stimolare l'auto-miglioramento, la Scuola offre ai suoi studenti visite a siti storici come la Fortezza di Santa Cruz, i Forti di Imbuhy e Rio Branco, il Museo Storico dell'Esercito, il Museo Storico Nazionale, il Museo dei Morti nella Seconda Guerra Mondiale e mostre di interesse culturale.
Mantenere la forma fisica è fondamentale per ottenere buoni risultati scolastici. L'addestramento fisico militare è incluso nel Piano Disciplina e prevede anche esami del colesterolo, grasso e prova di stress, che vengono applicati annualmente a studenti e tirocinanti, con il supporto del Centro di addestramento fisico dell'esercito (CCEFEx).

## Il concorso di ammissione
Come previsto nelle Istruzioni per il Concorso di Ammissione e Iscrizione presso ECEME (IRCAM), il processo di selezione per tutti i candidati viene eseguito in tre sottoprocessi: iscrizione, selezione istituzionale e selezione intellettuale.
La richiesta di registrazione viene effettuata tramite il Portale dell'Educazione dell'Esercito, su Internet ed è soggetta al differimento del Comandante di ECEME. Tutte le domande di registrazione conformi all'IRCAM saranno accettate e inoltrate al Consiglio di valutazione e promozione dell'Esercito (DAProm) e serviranno come sussidio per il secondo sottoprocesso, la selezione istituzionale, effettuata dalla Commissione permanente di sindacazione di quella Commissione.
Il terzo sottoprocesso, la selezione intellettuale, viene effettuato mediante test discorsivi applicati ai candidati idonei nella selezione istituzionale, responsabile del ECEME. Si tratta di test eseguiti nello stesso modo di quelli del Corso di preparazione CAEM (con informazioni di seguito). In questo contesto, il CP-CAEM è strettamente legato alla competizione, dal momento che per effettuare la CA/ECEME il candidato deve essere stato approvato in CP-CAEM. Pertanto, la preparazione per il concorso scolastico inizia con il corso di preparazione.
Ma, dopo tutto, a cosa serve una competizione per l'ammissione all'ECEME?
Perché il Concorso seleziona i futuri dirigenti della Forza Terrestre. Nelle funzioni che svolgeranno, saranno richieste in capacità cognitive e affettive, che possono essere riassunte come segue:
1. Basamento intellettuali e culturali, necessari per il futuro ufficiale dello Stato Maggiore e consulente di alto livello della forza;
2. Conoscenza interdisciplinare di Storia e Geografia, necessaria per la continuità dell'istituzione di carattere permanente "Esercito Brasiliano", in una nazione con le dimensioni e la proiezione del Brasile; e
3. Capacità di risolvere i problemi in modo sintetico, chiaro, oggettivo, coerente, con ridotta disponibilità di tempo.
Cos'è il Concorso di Ammissione (CA) ECEME? La CA, per gli Ufficiali di arma base, arma dei Trasporti e Materiali e Ingegneri Militari e il Servizio di Intendance, è composta da 02 (due) prove, che coprono i temi di Geografia e Storia. Gli ufficiali della Servizio di Salute eseguono solo la Geografia. Tutti i candidati devono essere già qualificati in una lingua straniera.

## Corsi
Tutti i corsi della Scuola sono post laurea e insegnati in conformità con la legislazione che regola l'istruzione superiore nel Paese e come prescritto nel Regolamento della Legge dell'Educazione dell'Esercito. Sono loro:
- Corso di Politica, Strategia e Alta Amministrazione dell'Esercito Senior (CPEAEx);
- Corso di Studi Strategici Internazionali (CIEE);
- Corsi di Alti Studi Militari (CAEM): Corso di Comando e Stato Maggiore (CCEM); Corso di Direzione per Ingegneri Militari (CDEM); Corso di Guida e Stato Maggiore per gli Ufficiali Medici (CCEM/Med); e Corso di Comando e Stato Maggiore per gli Ufficiali delle Nazioni Amiche (CCEM/ONA);
- Corso di Preparazione per Corsi di Alti Studi Militare (CP/CAEM); e
- Ricerca e Post laurea in Scienze Militari stricto sensu (PPGCM-SS).

### Corso di Politica, Strategia e Alta Amministrazione dell'Esercito Senior- CPEAEx
Destinato a colonnelli selezionati per merito, con una durata di un anno e con posti vacanti per ufficiali del Marino e Aeronautica. L'obiettivo generale di questo corso è di consentire e addestrare gli ufficiali a consigliare i più alti livelli delle forze singolari.

### Corsi di Alti Studi Militari - CAEM
I quattro corsi di Alti Studi Militari sono così divisi:

#### Corso di Comando e Stato Maggiore - CCEM
Il suo scopo è abilitare e addestrare (Fanteria, Cavalleria, Artiglieria, Ingegneria, Trasmissione), Servizio di Intendance e dei Trasporti e dei Materiali (Tramat) l'esercizio di posizioni e funzioni dello Stato Maggiore di Grandi Unità (Brigata) e grandi comandi, così come per gli esercizi di posizioni e funzioni dei comandanti di questi stessi livelli di comando e di altri privilegi di combattente ufficiale generale. La durata del corso è di due anni ed è destinata agli ufficiali nei posti di maggiore e tenente colonnello.

#### Corso di Guida e Stato Maggiore per gli Ufficiali Medici - CCEM/Med
Gli obiettivi sono di abilitare e consentire a questi ufficiale di ricoprire posizioni e funzioni del personale peculiari del Servizio Sanitario ai livelli di comando pertinenti e alle posizioni e funzioni dell'ufficiale capo generale del rispettivo servizio. Per un universo di major e tenente-colonnelli, il corso dura per un anno.

#### Corso di Direzione per Ingegneri Militari - CDEM
Mirando a fornire agli ufficiali Ingegneri Militari (QEM) conoscenza essenziale alla conduzione nella consulenza di attività legate alla Mobilitazione Industriale e per consentire loro di esercitare posizioni e funzioni fornite nel quadro di Generali Ingegneri Militari. Il corso è frequentato da major, tenente-colonnelli e colonnelli e dura per un anno.

#### Corso di Comando e Stato Maggiore per gli Ufficiali delle Nazioni Amiche - CCEM/ONA
Il suo scopo è quello di consentire a questi ufficiali di ricoprire funzioni di Stato Maggiore e di rafforzare i legami di amicizia con i paesi rappresentati. La durata del corso è di un anno.

### Corso di Preparazione per Corsi di Alti Studi Militare – CP-CAEM
Il corso di preparazione CAEM dura circa 12 mesi. Viene eseguita in modalità non faccia a faccia (apprendimento a distanza - EAD) ed è obbligatoriamente amministrata, essendo l'approvazione delle condizioni per CA/ECEME, CGAEM e selezione per la Specifica Qualifica Funzionale (QFE). Il CP-CAEM utilizza come strumento didattico una moderna piattaforma di apprendimento virtuale (chiamata EB Classe), perché i suoi studenti sono distribuiti nelle varie guarnigioni militari in Brasile e all'estero.
Il corso si propone di:
1. Capacitare gli ufficiali a partecipare ai processi di selezione per i corsi ECEME, su un piano di parità, indipendentemente dal Gu in cui prestano servizio;
2. Fornire un basamento culturale per la buona performance degli ufficiali nei corsi di Stato Maggiore (ECEME); e
3. Ampliare la conoscenza generale degli ufficiali EB, privilegiando la storia e la geografia e avendo come argomenti strumentali la storia militare, l'introduzione alla Geopolitica e alla Strategia, l'espressione scritta e il metodo per la soluzione delle domande, considerati essenziali nella maturazione culturale e professionale degli ufficiali superiore e capo futuro.
L'universo degli studenti iscritti al CP/CAEM è composto di ufficiali volontari delle Armi, il Servizio Intendance, dei Quadro degli Trasporti e dei Materiali, dei Quadro degli Ingegneri Militari e Quadro degli Personale Medico.

### Ricerca e Post laurea in Scienze MilitariStricto Sensu
Dal 2001, ECEME conduce il Programma di Post laurea ai livelli di Lato Sensu (Specializzazione) e Stricto Sensu (Master) e, dal 2005, allo Stricto Sensu (Dottorato), tutti in Scienze Militari. Stricto Sensu è accreditato con l'entità CAPES, sia master e dottorato, ed è destinato a militari e civili, nazionali o stranieri, con l'obiettivo di formare professionisti altamente qualificati.
I programmi sono organizzati in un'area di concentrazione e le loro rispettive linee di ricerca, che comprendono i temi di interesse del ECEME/Esercito Brasiliano, nonché argomenti di interesse nel settore della difesa nazionale, come specificato di seguito:
| AREA DI CONCENTRAZIONE | LINEE DI RICERCA                | SOGGETTI | SOGGETTI                                                                                    |
| DIFESA NAZIONALE       | Gestione della Difesa           | 1. Gestione | - di Organizzazioni Militari - Bilancio e finanziario - di salute - di Scienza & Tecnologia |
| DIFESA NAZIONALE       | Gestione della Difesa           | 2. Gestione Pubblico (inclusa la Base di Difesa Industriale) 3. Leadership Strategica e Militare 4. Gestione dei Processi 5. Gestione dei Progetti 6. Logistica e Mobilitazione |                                                                                             |
| DIFESA NAZIONALE       | Studi sulla Pace e sulla Guerra | 1. Dottrina Militare | - Preparazione e Impiego della Forza terrestre - Sistemi Operativi - Operazioni Congiunte   |
| DIFESA NAZIONALE       | Studi sulla Pace e sulla Guerra | 2. Sicurezza e Difesa 3. Geopolitica e Strategia 4. Studi Prospettici 5. Relazioni Internazionali 6. Storia Organizzativo e Militare                                            |                                                                                             |

## Cronologia
- 1905 - Creazione della Scuola dello Stato Maggiore (EEM), subordinata allo Stato Maggiore dell'Esercito (EME).
- 1906 - Inizio delle operazioni nel antico edificio del Ministero della Guerra, nell'ala di fronte al Central do Brasil.
- 1907 - Installazione provvisoria presso la Scuola militare estinta del Brasile, a Praia Vermelha.
- 1909 - Diploma di prima classe; aumento del corso per tre anni e inclusione dell'insegnamento di Strategia e Storia Militare.
- 1916 - Inizio della partecipazione di autorità civili e militari come docenti nella scuola.
- 1918 - Sospensione temporanea delle attività scolastiche a seguito della Prima Guerra Mondiale.
- 1920 - Riavvio delle attività nell'ala settentrionale dell'antico Ministero della Guerra; inizio dell'orientamento della Missione Militare Francese.
- 1921 - Installazione nell'edificio occupato dal primo Battaglione della Polizia dell'Esercito, situato a Rua Barão de Mesquita.
- 1940 - Installazione definitiva nell'attuale edificio di Praia Vermelha, in coincidenza con la fine della Missione Militare Francese.
- 1947 - Creazione del Corso Stato Maggiore dei Servizi.
- 1955 - Cambio di denominazione per Scuola di comando e Stato Maggiore dell'Esercito (ECEME).
- 1964 - Introduzione di "Aree di Insegnamento" nel curriculum ECEME.
- 1965 - Riorganizzazione di ECEME per soddisfare il nuovo sistema di insegnamento e creazione del corso di preparazione ECEME.
- 1968 - Sostituzione di aree di insegnamento per sezioni di insegnamento.
- 1969 - Cambio di subordinazione dello Stato Maggiore dell'Esercito (EME) al Direttoreale di Formazione e Miglioramento (DFA), Dipartimento di Istruzione e Ricerca (DEP) del Ministero dell'Esercito.
- 1977 - Inizio del corso di Stato Maggiore della durata di due anni; Laurea di prima classe del Corso di Guida per Ingegneri Militari.
- 1986 - Creazione del corso di Politica, Strategia e Alta Amministrazione dell'Esercito senior (CPEAEx).
- 1988 - Laurea della prima classe CPEAEx.
- 1996 - Inizio della ristrutturazione della Scuola per adattarsi alla modernizzazione del Sistema di Insegnamento dell'Esercito.
- 2001 - Implementazione del programma di Post laurea ECEME.
- 2005 - Commemorazione del centenario dell'ECEME e denominazione storica della Scuola Maresciallo Castello Branco;
- 2006 – Creazione del corso di Gestione e Consulenza di Stato Maggiore (CGAEM);
- 2012 – Creazione dell'Istituto Meira Mattos;
- 2015 – Riconoscimento del Maestro Accademico del programma Post laurea da parte di CAPES;
- 2016 – Implementazione dell'insegnamento per competenze e ristrutturazione della Scuola per adattarsi a questo insegnamento; Riconoscimento del Dottorato accademico del programma Post laurea da parte di CAPES;
- 2017 – Trasferimento dalla CGAEM alla Scuola di Formazione Complementare dell'Esercito (EsFCEx).